# Michele Scotto D'Abusco
Michele Scotto D'Abusco (Ischia, 5 maart 1983) is een voormalig Italiaans wielrenner. Hij reed anderhalf seizoen bij Lampre (2004–2005). 
Scotto D'Abusco werd tweemaal door zijn werkgever ontslagen nadat hij een positieve dopingtest afleverde. Hij besloot daarom met wielrennen te stoppen.

## Ploegen
2004-2005: Lampre (ontslagen op 7/6/'05)

2006: Ceramica Flaminia (ontslagen op 19/4/'06)
Wielerploegen van Michele Scotto D'Abusco
Astarloa  ·
Ballan ·
Barbero · 
Belli ·  
Bertoletti ·   
Bortolami ·
Bossoni ·
Carrara ·
Casagrande (tot 15/09) · 
Cortinovis · 
Gárate · 
Hauptman · 
Kvatsjoek ·
Marzoli · 
Pagliarini · 
Piccoli · 
Pinotti · 
Quinziato ·
Righi ·
Scotto D'Abusco ·
Svorada ·
Vainšteins · 
Vila ·
Marzano (stagiair)
Ballan ·
Bennati · 
Bonomi ·     
Bortolami ·
Commesso ·
Cunego ·
Figueras · 
Fornaciari · 
Franzoi · 
Fuentes · 
Glomser ·
Kvatsjoek ·
Loosli ·
Marzano ·
Marzoli ·
Matzbacher · 
Mazzoleni ·
Petrov · 
Pieri (tot 31/07) · 
Sabaliauskas · 
Righi ·
Scotto D'Abusco (tot 31/05) ·
Simoni · 
Spezialetti ·
Štangelj ·
Szmyd · 
Tonti ·
Vila ·
Bono (stagiair) ·
Gavazzi (stagiair) ·
Possoni (stagiair)